# Krabat
Krabat este un personaj din folclorul sorab, supranumit și „Faustul sorab”. Prima dată a apărut în 1837 într-o lucrare culeasă din folclor. Personajul s-a transformat dintr-un vrăjitor rău într-un erou popular și înșelător-benefic în cursul secolului al XIX-lea. 

## Varianta sorabă
În interpretarea sorabilor, care trăiesc între Elba, Oder și Nise, el era un țăran care s-a dus la un vrăjitorul puternic pentru a învăța să folosească puterile. Totuși, spre deosebire de profesorul său, Krabat era un personaj bun și îi ajuta pe țărani cu magie.
Inspirația istorică a poveștilor populare este Johannes Schadowitz (1624 - 1704), un comandant de cavalerie croat (Crabat), căruia i s-a acordat o moșie în Groß Särchen (acum parte din Lohsa) în apropiere de Hoyerswerda, în 1691, de către Johann Georg al III-lea, Elector de Saxonia pentru serviciile sale în războiul cu turcii.
Mai departe, în versiunea sorabă, Schadowitz se transformă într-un ciobănel care îl învinge pe vrăjitorul puternic cu ajutorul vrăjilor dintr-o carte magică. După aceea, el a folosit vrăjile din cartea amintită pentru a ajuta țăranii.
Povestea populară este centrată în jurul localității Luzacia, mai ales a așezării Čorny Chołmc, care astăzi este un district al orașului Hoyerswerda, unde se spune că Krabat și-a învățat puterile de vrăjitor. 

## Adaptări
Povestea vrăjitorului Krabat a fost adaptată în mai multe romane, în special: Mišter Krabat (Maestrul Krabat) (1954) de Měrćin Nowak-Njechorński; Čorny młyn (Moara neagră) (1968) de Jurij Brězan, pe care s-a bazat filmul Die Schwarze Mühle din 1975. 
Otfried Preußler a scris cartea pentru copii Krabat (1971), care a fost tradusă  în limba română de Gertrud Nicolae și a appărut la Editura Univers Enciclopedic Junior din București în 2016. Lucrarea lui Otfried Preußler a inspirat filmul ceh Krabat - Čarodějův učeň (1977) regizat de Karel Zeman și filmul german Krabat - Moara satanică (2008) regizat de Marco Kreuzpaintner cu David Kross în rolul vrăjitorului Krabat. 
Albumul Krabat al trupei germane de rock gotic ASP este inspirat și de această legendă.

## Legături externe
- Krabat - Moara satanică (2008), imdb.com